# 国立新竹科学園区実験高級中学
国立新竹科学園区実験高級中学（こくりつかがくこうぎょうえんくじっけんこうきゅうちゅうがく）は、実中、実験中学、科園実中と略称される、台湾新竹科学園区内に位置する幼稚園から高級中学までを併設する一貫教育学校。1983年に行政委員政務委員が教育部、国科会、学術研究機構及び付近の大学の協力を集め設立した学校である。学校組織は高級中学部、国民中学部、国民小学部、バイリンガル部、幼稚部により構成されている。
学校は工業園区内の企業、政府機関、学術研究機関（清大、陽明交通大学、工研院及び国家実験室を含む）、海外帰国生徒への特別な教育を実施する目的があり、帰国した研究者や技術者を新竹地区に確保するための重要な要素になっている。
一般クラス以外に、数学及び自然科学実験クラス（通称数理資優班）が教育部の立案で設置され、毎年30名の生徒を全国から募集しており、理数系に特化した教育が行われている。

## 歴史
- 1982年3月23日:教育部、国科会により国立科學工業園区実験高級中学設立が決定される。
- 1983年8月:高中部1クラス、国中部3クラス、バイリンガル部2クラス、バイリンガル語幼稚園1クラスで開校
- 1984年8月:国小部を設置。

## 創立の目的
- 科学工業園区内の企業、政府機関、学術研究機構及び帰国生徒に対する教育サービス。
- 実験的な教育を行なう
- バイリンガル部で帰国生徒に対し台湾の教育システムによる教育を行い、バイリンガル人材の養成を行う。

バイリンガル部が最も特色ある教育を行い、主要授業は英語により実施し、学校管理はアメリカの学校に類似したものとなっている。海外から帰国した外交官、研究者及び技術者の子女に対し就学の機会を提供することで、優秀な人材を科学園区に従業させるための支援を行なっていた。そのため設立当初は一般の台湾の学校とは異なり、教育部及び国科会の共同管理により運営されていた。

## 生徒募集対象
新竹科学園区内の企業、食品工業研究所、中科院、核能研究所、科学園区管理局、国家発展研究院機構、国家衛生研究院、財団法人動物科技術研究所、科学園区実験中学等の研究機構、海外より帰国した研究者及び外交官の子女が募集対象であり、試験と抽選により選抜される。
一般クラス以外に、数学及び自然科学実験クラス（通称数理資優班）が、毎年30名の生徒を全国から募集している。

## 歴代校長
1. 瞿寧若:1983年～1984年
2. 張玉成:1984年～1988年
3. 邱億明:1988年～1995年
4. 戴礼明:1995年～2003年
5. 呉榕峯:2003年～2009年
6. 黃芳芷：2009年～2017年
7. 李健維：2017年～現在

## 組織構成
全校は106クラス、約3000名の児童生徒が在籍している。
- 高級中学部:15クラス 約510名
- 国民中学部:16クラス 約480名
- 国民小学部:48クラス
- バイリンガル部:20クラス
- 幼稚部:6クラス

2006年度より国中数理特別コースが設置される予定であったが、世論の反対により中止された。